# 艾哈邁德·穆拉德
艾哈邁德·穆拉德（Ahmed Morad，1982年12月29日—）是一名埃及射擊運動員，主攻50公尺步槍三姿、50公尺步槍臥射和10公尺空氣步槍項目。他曾獲得非洲射擊錦標賽男子50公尺步槍三姿與50公尺步槍臥射冠軍。

## 外部連結
- ISSF （页面存档备份，存于）